# لورنس فویرباخ
لورنس فویرباخ (انگلیسی: Lawrence Feuerbach; ۰ ژوئیهٔ ۱۸۷۹ – ۱۶ نوامبر ۱۹۱۱) ورزشکار دو و میدانی اهل ایالات متحده آمریکا بود.